# Вершник над містом
«Вершник над містом» — радянський художній фільм режисера Ігоря Шатрова, знятий на Кіностудії ім. М. Горького в 1967 році. За мотивами твору Юрія Яковлєва «Вершник, що скаче над містом», написаного в 1962 році. Прем'єра фільму в СРСР відбулася 17 січня 1967 року.

## Сюжет
Місце дії — Рига. Учень школи Кирило носить окуляри. Коли ж хлопчик зустрічає свою однокласницю Айну, ховає їх у кишеню і на її питання щоразу відповідає, що забув окуляри вдома. А тим часом мама Кирила вважає, що його недолік лише в тому, що він завжди говорить те, що думає. Втім, їх точки зору не зовсім розходяться. Кіирило шукає відповіді на не по-дитячому серйозні питання. Одного разу у Кирила з'явився справжній друг — старий годинникар, учасник Великої Вітчизняної війни, який допомагає йому знайти відповіді на питання, що зачепили хлопчика за живе. Кирила чекатиме великий сюрприз — годинникар виявляється дідусем Айни…

## У ролях
- Михайло Макаров —  Кирило
- Валентина Щеглова —  Айна
- Іван Лапиков —  дідусь Айни
- Євген Євстигнєєв —  Вадим Семенович (дядько Владя)
- Олена Мартинова —  школярка
- Сергій Богачов —  школяр
- Володимир Пєтухов —  школяр
- Віктор Сурков —  школяр
- Роман Мякотін —  школяр
- Надія Самсонова —  мама Кирила
- Олександра Александрова — стара в окулярах
- Зінаїда Воркуль — жінка з тазом
- Ксенія Козьміна — вчителька
- Костянтин Титов — інвалід
- Дмитро Масанов — управдом
- Володимир Глухов — начальник ЖЕКу
- Олександр Метьолкін — Коля Синичкин, міліціонер
- Петеріс Васараудзіс — полковник авіації
- Антонія Клеймане — бабуся школяра
- Едуардс Платайскалнс — перехожий

## Знімальна група
- Режисер — Ігор Шатров
- Сценарист — Юрій Яковлєв
- Оператори — Петро Катаєв, Христофор Тріандафілов
- Композитор — Олексій Рибников
- Художник — Марк Горелик